# Ішейки
Іше́йки (рос. Ишейки, ерз. Ишейки) — село у складі Темниковського району Мордовії, Росія. Входить до складу Аксьольського сільського поселення.
Населення — 190 осіб (2010; 219 у 2002).
Національний склад (станом на 2002 рік):
- росіяни — 60 %